# Antonio Rossellino

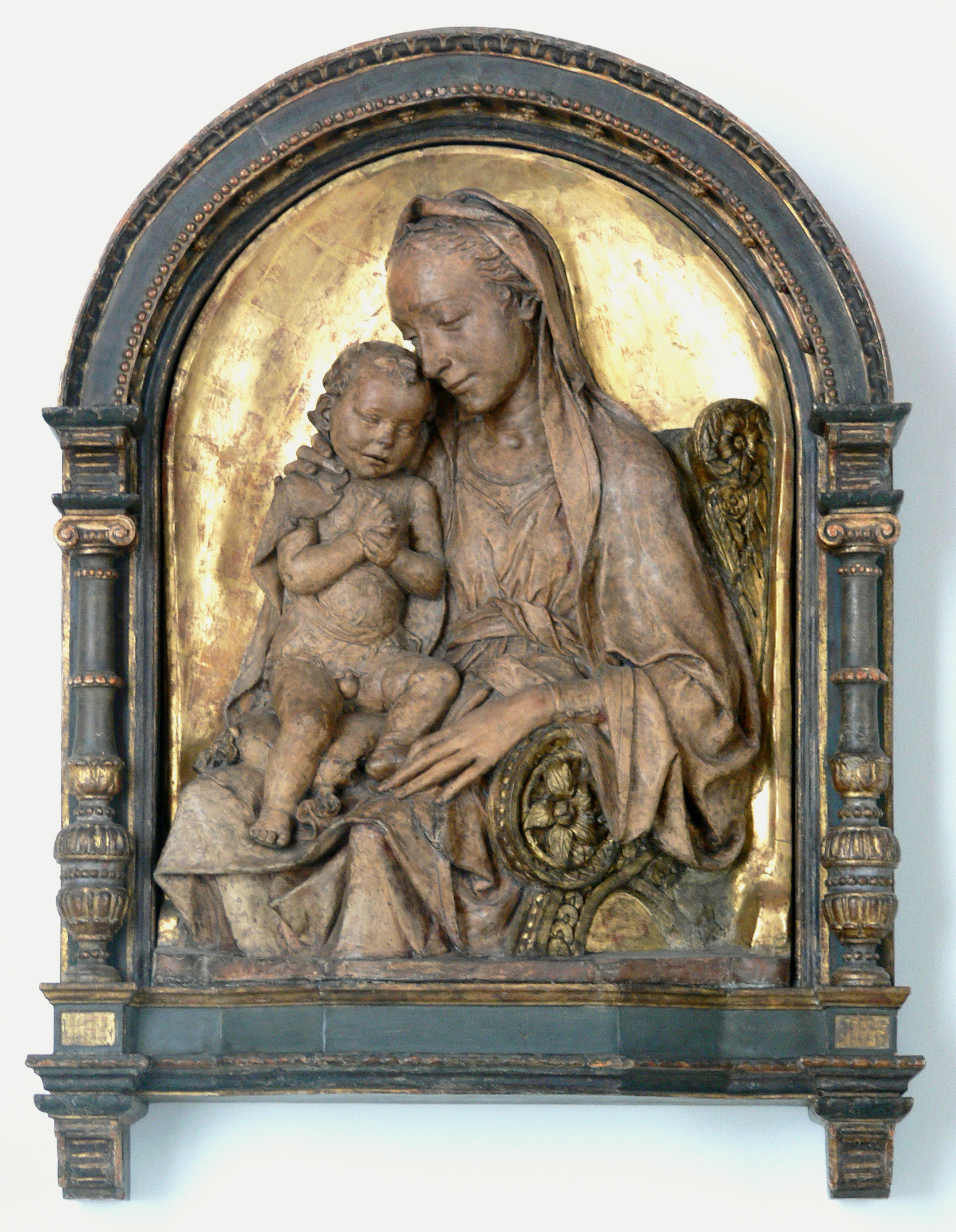
Madonna e o Menino, c.1475

Antonio Gamberelli, mais conhecido como Antonio Rossellino (Settignano, 1427 - Florença, 1479) foi um escultor e arquiteto da Itália.
Irmão mais jovem de Bernardo Rossellino, de quem recebeu instrução e influência, e a quem auxiliou como aprendiz em vários trabalhos. Foi um mestre no retrato, deixando várias peças de grande qualidade nesse gênero, como os de Giovanni Chellini (1456) e Matteo Palmieri (1468), com um estilo realista acentuado.

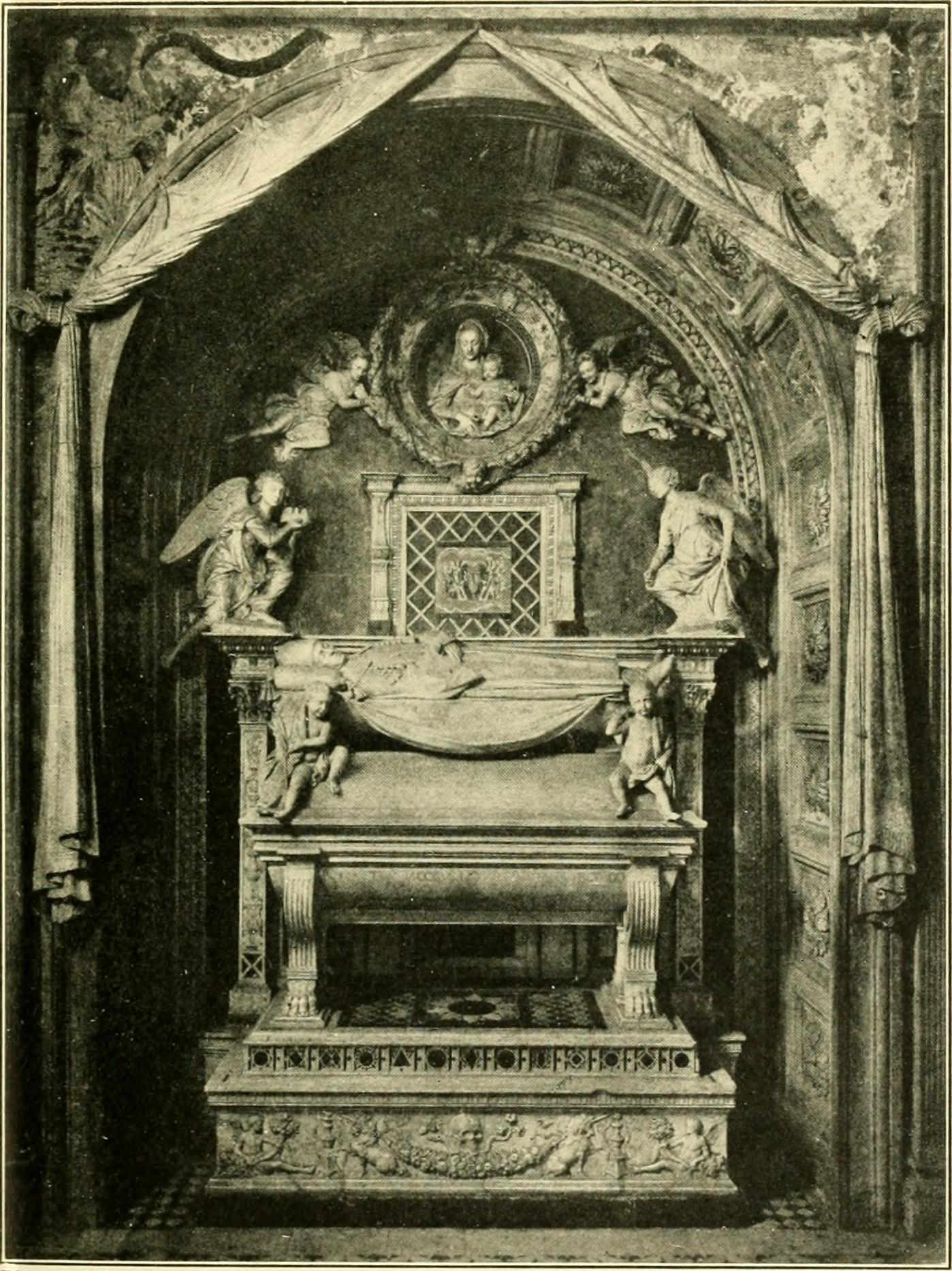
Tumba de D. Jaime de Portugal, na Basílica de San Miniato, em Florença

Sua melhor obra é o grande conjunto da Tumba do Cardeal de Portugal (cardeal-infante D. Jaime de Portugal, c. 1460), em São Miniato al Monte, na periferia de Florença, com uma complexa combinação de arquitetura, escultura e pintura. A concepção da arquitetura do nicho se deveu a Antonio Manetti, e os detalhes arquiteturais ficaram a cargo de outro irmão de Antonio, Giovanni Rossellino. Teve ainda a ajuda de Bernardo, mas para Hartt a identidade estilística de Antonio permanece dominante. Representou uma significativa evolução no conceito de monumento fúnebre, dando-lhe muito maior dinamismo e unidade, com uma forte caracterização no retrato do falecido, sendo um dos melhores exemplos em seu gênero em todo o século XV. Também deixou várias Madonnas e outro monumento importante para Filippo Lazzari (1464).